# Jerzy Plantagenet (książę Bedford)
Jerzy Plantagenet (ur. marzec 1477 w Windsorze, zm. marzec 1479), najmłodszy syn króla Anglii Edwarda IV i Elżbiety Woodville, córki Richarda Woodville'a, 1. hrabiego Rivers, młodszy brat Edwarda V, króla Anglii i Ryszarda, księcia Yorku.
Urodził się w zamku Windsor i wkrótce uzyskał tytuł księcia Bedford. Zmarł w wieku dwóch lat prawdopodobnie na jakąś odmianę dżumy. Został pochowany w kaplicy św. Jerzego w Windsorze.